# Kawasaki Ki-5
Kawasaki Ki-5 (яп. 川崎 キ5) — експериментальний винищувач Імперської армії Японії 1930-х років.

## Історія створення
У 1934 році, у рамках конкурсу винищувачів для заміни біплана Kawasaki Type 92, оголошеного Імперською армією Японії, німецький конструктор Ріхард Фогт, який працював на фірму Kawasaki, запропонував свою розробку — літак Ki-5. 
Це був суцільнометалевий низькоплан, який за своїми аеродинамічними характеристиками відповідав найвищим світовим стандартам. Особливістю проєкт було крило — перевернута «чайка», з трубчастим лонжероном, який одночасно був паливним баком. Вкорочені стійки шасі з амортизаторами повністю закривались обтічниками. Фюзеляж був прямокутного профілю, кабіна пілота була відкритою і розташовувалась одразу за крилом. Двигун водяного охолодження Kawasaki Ha-9 потужністю 850 к.с., що був розвитком німецького двигуна BMW-VI, обертав трилопастний металевий гвинт. Озброєння складалось з двох синхронних 7,7-мм кулеметів «Тип 89» — копія англійського кулемета «Vickers Class E».
На випробуваннях літак продемонстрував характеристики, які відрізняють моноплан від біплана — високу швидкість та швидкопідйомність, недостатню горизонтальну маневреність та високу посадкову швидкість. Японським льотчикам-випробувачам, які звикли до легко керованих біпланів, не подобалась також недостатня поперечна стійкість, особливо на низьких швидкостях, а також недостатня оглядовість. Також виникли проблеми з двигуном Kawasaki Ha-9, а більш вразливе водяне охолодження вважалось за недолік двигуна.
Хоча в конструкцію наступних прототипів було внесено ряд змін для усунення недоліків, проте армійське командування вирішило, що літак занадто революційний, і відмовилось від закупки. Фогт, вважаючи себе ображеним, повернувся в Німеччину, де включився в грандіозну авіаційну програму нацистів. Зокрема, він спроектував пікіруючий бомбардувальник Ha 137, а також ряд летючих човнів.

## Тактико-технічні характеристики
Дані з Japanese Aircraft 1910—1941

### Технічні характеристики
- Екіпаж: 1 особа
- Довжина: 7,78 м
- Висота: 2,60 м
- Розмах крила: 10,60 м
- Площа крила: 18,00 м²
- Маса порожнього: 1 500 кг
- Маса спорядженого: 1 870 кг
- Навантаження на крило: 103,9 кг/м²
- Двигун: 12-циліндровий V-подібний Kawasaki Ha-9 водяного охолодження
- Потужність: 850 к. с.
- Гвинт: трилопатевий металевий або дволопатевий дерев'яний
- Питома потужність: 2,33 кг/к.с.

### Льотні характеристики
- Максимальна швидкість: 360 км/год
- Крейсерська швидкість: 320 км/год
- Практична стеля: 9000 м
- Швидкість набору висоти 5000 м: 8 хвилин
- Дальність польоту: 1 000 км

### Озброєння
- 2 × 7,7-мм курсові кулемети «Тип 89»